# Eisriesenwelt

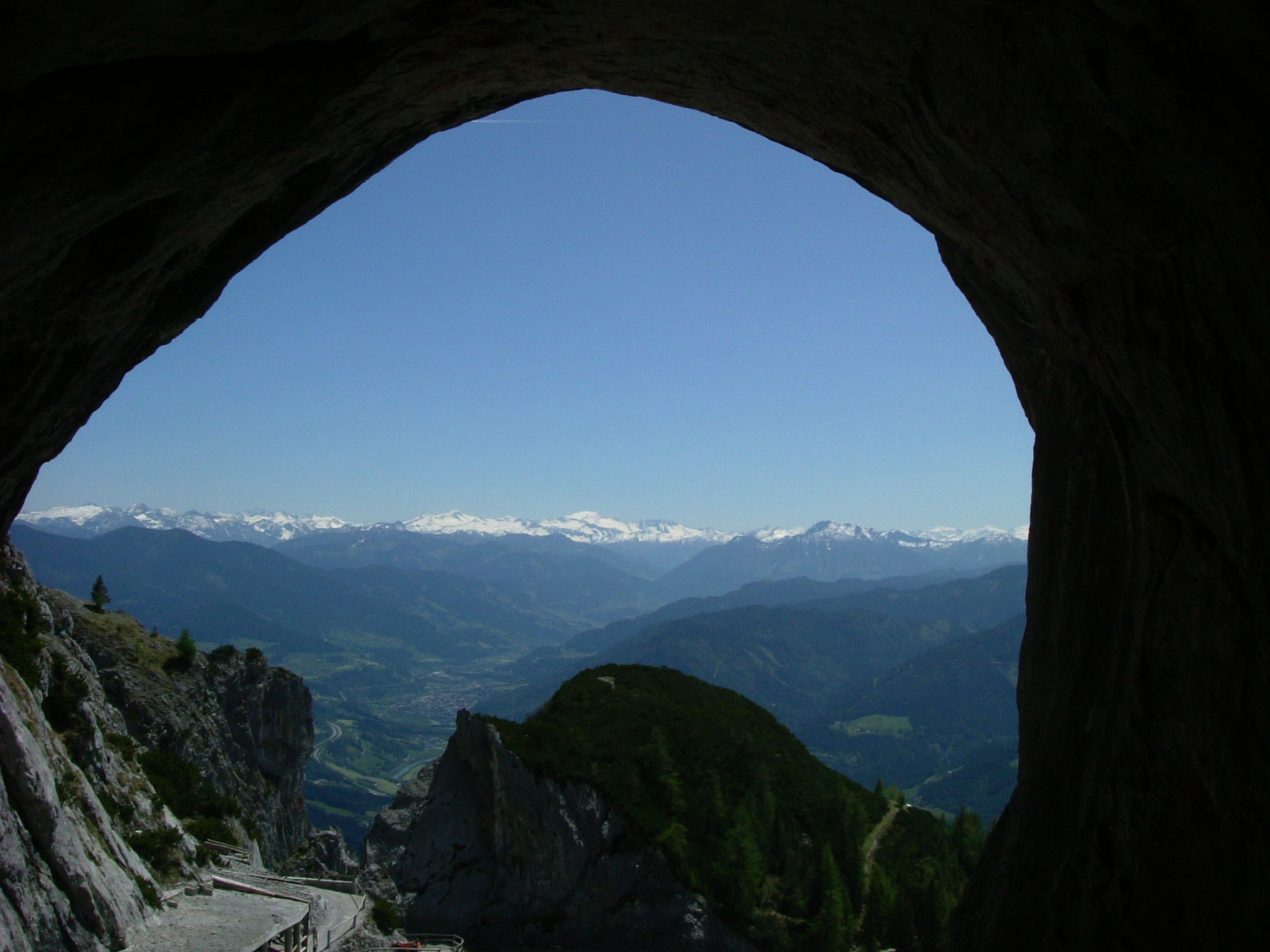
Výhled ze vstupu do jeskyně

Eisriesenwelt (v češtině Svět ledových obrů) je jeskyně v rakouském pohoří Tennengebirge. S délkou 42 km se jedná o nejdelší ledovou jeskyni na světě a sedmou nejdelší jeskyni v Rakousku. Nachází se v nitru hory Hochkogel (2281 m). Vchod do jeskyně leží v nadmořské výšce 1641 m. Ledem je pokryta pouze přední část jeskyně v délce asi jednoho kilometru. Led vzniká v důsledku komínového efektu, kdy teplý vzduch stoupá a dostává se ven z jeskyně, kde rozpouští sníh a stékající voda na stěnách znovu mrzne. Vrstva ledu dosahuje až dvacetimetrové síly.

## Historie
Jeskyně byla objevená v roce 1879 Antonem von Posseltem (podle něhož bývá také nazývána „Posseltova jeskyně“) a zpřístupněná v roce 1920. V roce 1925 byla otevřena chata Dr. Oedl-Haus. Jeskyni navštíví okolo 200 000 osob ročně.

## Přístup
Výchozím místem pro návštěvu jeskyně je městečko Werfen (548 m) v údolí řeky Salzach, odtud vede horská silnice na parkoviště u restaurace Eisriesenwelt (1076 m), kde je dolní stanice kabinové lanovky překonávající převýšení 500 m. Od horní stanice lanovky zbývá ke vchodu do jeskyně 20 minut pěšky. Při prohlídce jeskyně je třeba překonat 1400 schodů. Jeskyně je přístupná pouze od května do října a kvůli teplotám okolo bodu mrazu se návštěvníkům doporučuje teplé oblečení.